# Круг (волейбольный клуб)
«Круг» (1991—1995 — «Химволокно», 1995—1996 — «Химволокно-Спорттех», 1996—1999 — «Химволокно-Тривертон», 1999—2000 — «Химволокно-Круг», 2000—2002 — «Динамо-Круг», с 2008 — «Круг») — женский волейбольный клуб из Черкасс, Украина. Основан в 1991 году под названием «Химволокно». Выступал в украинской Суперлиге. Команда прекратила своё существование в 2011 г. из-за нехватки финансирования.
ВК «Круг» — чемпион Украины (1998, 2000, 2005, 2006, 2007, 2008), обладатель Кубка Украины (1997, 1998, 1999, 2000, 2005, 2006, 2007, 2008).

## Сезоны

### Чемпионат Украины
| Сезон   | Лига      | Место | Тренеры        |
| ------- | --------- | ----- | -------------- |
| 1996—97 | Суперлига | 2     | Сергей Голотов |
| 1997—98 | Суперлига | 1     | Сергей Голотов |
| 1998—99 | Суперлига | 2     | Сергей Голотов |
| 1999—00 | Суперлига | 1     | Сергей Голотов |
| 2000—01 | Суперлига | 2     | Сергей Голотов |
| 2001—02 | Суперлига | 2     | Сергей Голотов |
| 2002—03 | Суперлига | 3     | Сергей Голотов |
| 2003—04 | Суперлига | 3     | Сергей Голотов |
| 2004—05 | Суперлига | 1     | Сергей Голотов |
| 2005—06 | Суперлига | 1     | Сергей Голотов |
| 2006—07 | Суперлига | 1     | Сергей Голотов |
| 2007—08 | Суперлига | 1     | Сергей Голотов |
| 2008—09 | Суперлига | 2     | Сергей Голотов |
| 2009—10 | Суперлига | 3     | Сергей Голотов |
| 2010—11 | Суперлига | 6     | Сергей Голотов |

### Кубок Украины
- сезон 1996—1997 — Обладатель Кубка Украины
- сезон 1997—1998 — Обладатель Кубка Украины
- сезон 1998—1999 — Обладатель Кубка Украины
- сезон 1999—2000 — Обладатель Кубка Украины
- сезон 2000—2001
- сезон 2001—2002
- сезон 2002—2003
- сезон 2003—2004
- сезон 2004—2005 — Обладатель Кубка Украины
- сезон 2005—2006 — Обладатель Кубка Украины
- сезон 2006—2007 — Обладатель Кубка Украины
- сезон 2007—2008 — Обладатель Кубка Украины

### Европейские кубки
- сезон 1997—1998 — команда провела 9 игр в Кубке обладателей Кубков и победила в 7-ми матчах.
- сезон 1999—2000 — 7 игр в Кубке Кубков — 6 побед.
- сезон 2003—2004 — 3 игры в Кубке ЕКВ — 2 победы.
- сезон 2004—2005 — в Кубке ЕКВ — 3 победы в 5 матчах.
- сезон 2004—2005 — в Кубке Топ-команд одержала 3 победы в 5 матчах.
- сезон 2005—2006 — в Кубке Топ-команд одержала 3 победы в 6 матчах.
- сезон 2006—2007 — в Кубке Топ-команд одержала 5 побед в 6 матчах и вышла в 1/4 финала.